# Isaac Folkoff
Isaac "Pop" Folkoff, também conhecido como "Volkov", "Folconoff" e "Uncle" (Ludza, Letônia, 1881 — São Francisco, Califórnia, 1975), foi um dos membros fundadores mais antigos do Partido Comunista da Califórnia e intermediário da costa oeste entre a Inteligência Soviética e o Partido Comunista dos Estados Unidos (CPUSA).